# Шабаб Аль-Ахли
«Шабаб Аль-Ахли́» (араб. الأهلي‎) — эмиратский футбольный клуб из города Дубай. Образован в 1970 году как «Аль-Ахли́» (в буквальном переводе — «национальный») путём слияния трёх местных клубов. Восьмикратный чемпион ОАЭ, десятикратный обладатель Кубка ОАЭ. Является одним из самых титулованных клубов ОАЭ. В июле 2017 года «Аль-Ахли́» объединился с командами «Аль-Шабаб (Дубай)» и «Дубай» для создания клуба «Шабаб Аль-Ахли Дубай».

## История
Клуб был создан в 1970 году двумя местными футбольными командами «Аль-Вехдах» и «Аль-Шабаб», а затем четыре года спустя другой местной клуб «Аль-Наджа» объединились для создания клуба «Аль-Ахли».
Через 5 лет «Аль-Ахли» дважды подряд выиграл чемпионат ОАЭ.

## Достижения
- Чемпион ОАЭ (8): 1974/75, 1975/76, 1979/80, 2005/06, 2008/09, 2013/14, 2015/16, 2022/23
- Обладатель Кубка ОАЭ (10, рекорд): 1975, 1977, 1988, 1996, 2002, 2004, 2008, 2013, 2019, 2021
- Обладатель Кубка Лиги (5, рекорд): 2009, 2013, 2014, 2016, 2020
- Обладатель Суперкубка ОАЭ (7, рекорд): 2009, 2013, 2014, 2016, 2020, 2023, 2024
- Финалист Лига чемпионов АФК (1): 2015
- Обладатель Emirati-Moroccan Friendship Super Cup: 2016

## Главные тренеры
- Жерар Сарагоса (2020)
- Махди Али (2021—2022)
- Леонарду Жардим (2022—2023)
- Марко Николич (2023—2024)
- Паулу Соуза (2024—н. в.)